# Printer Command Language

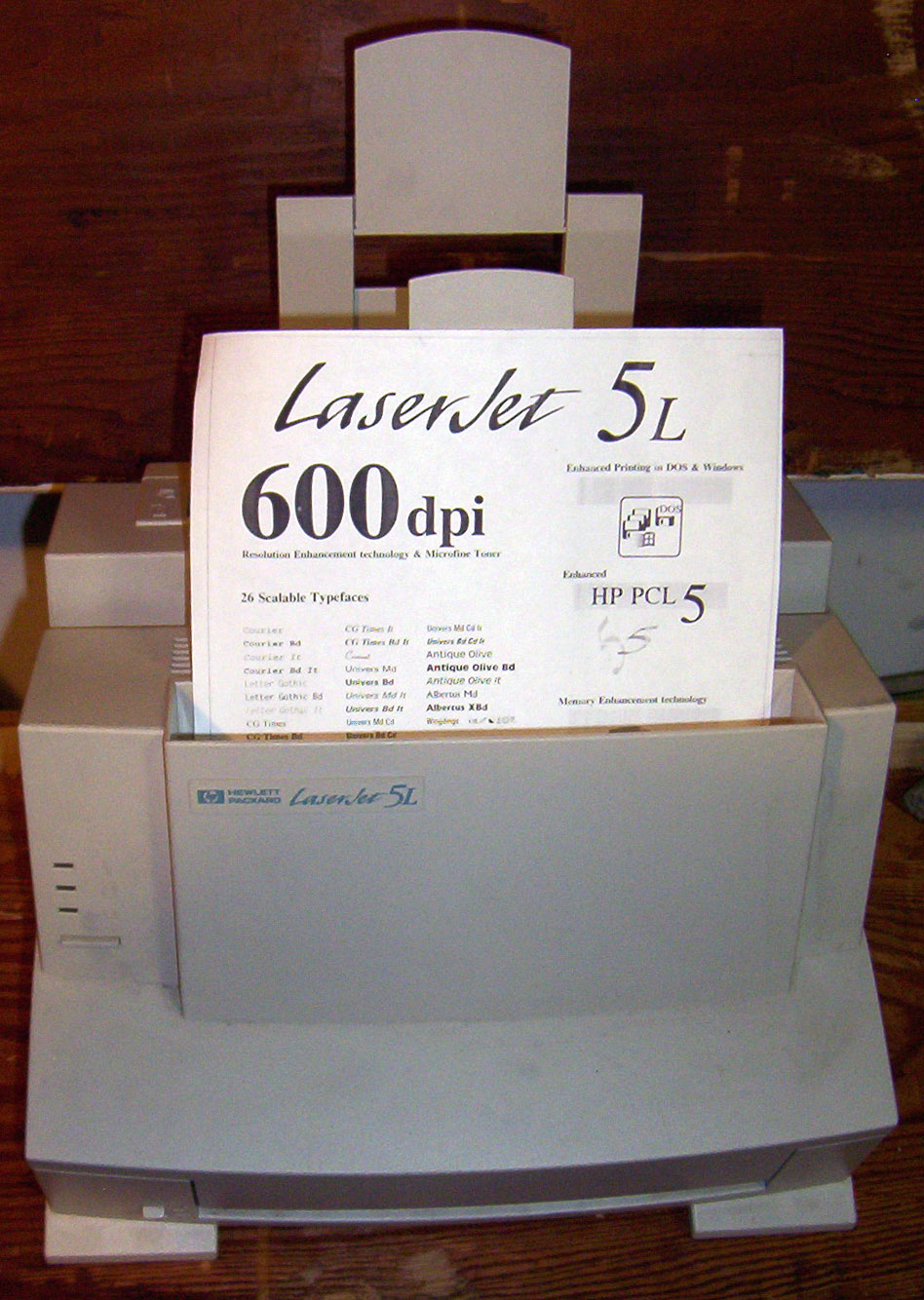
Impressora HP LaserJet 5L amb PCL 5.

El llenguatge PCL (acrònim en anglès de Printer Command Language, comú i incorrectament referenciat com Printer Control Language) és un llenguatge de descripció de pàgines molt sofisticat, desenvolupat per Hewlett-Packard (HP) per a impressores d'injecció de tinta.
Aquest llenguatge (PCL 1) va ser introduït per Hewlett-Packard el 1980. Es van publicar diverses versions des del seu llançament i molts fabricants d'impressores han adoptat al llenguatge com un estàndard.
En general, una seqüència de comandos PCL prové del «driver» de la impressora i aquests són necessaris per realitzar una certa impressió. El sistema envia la seqüència de comandos resultant a la impressora, qui la interpreta i imprimeix el document.
En PCL existeixen comandos per escollir un cert tipus de lletra (emmagatzemat dins de la impressora), per posicionar el cursor a la pàgina, per transmetre la informació d'una imatge a la impressora, etc. Aquests comandos tenen la forma de seqüències d'escapada: cadenes de caràcters que comencen amb un caràcter d'escapada. Les versions més noves de PCL tenen una seqüència d'escapada per iniciar el mode HP-GL, que permet la transmissió de gràfics vectoritzats.
Existeixen 6 classes de PCL, les quals han anat apareixent en el transcurs dels anys d'ençà que la primera versió de PCL veiés la llum. En cada nova classe de PCL s'han afegit funcionalitats conforme a les necessitats del nou maquinari disponible.